# Ophrys speculum
Ophrys speculum es una orquídea, monopodial y terrestre, perteneciente a la subtribu Orchidinae. Es una de las denominadas popularmente «orquídea abeja». 

## Etimología
Su nombre "Ophrys" deriva de la palabra griega: "ophrys" = "ceja".

Del griego "speculum" = "espejo" refiriéndose a su labelo brillante como un espejo.

Ophrys se menciona por vez primera en el libro "Historia Natural" de Plinio el Viejo (23-79 AD).

## Hábitat
Esta especie de hábitos terrestres se distribuye por el Mediterráneo occidental: España, sur de Francia, y Córcega. En prados, garrigas, arbustos y bosques. Alcanza una altura de 25 a 30 cm.

## Descripción
Durante el verano estas orquídeas están durmientes como un bulbo subterráneo tubérculo, que sirve como una reserva de comida. Al final del verano-otoño desarrolla una roseta de hojas. También un nuevo tubérculo empieza a desarrollarse y madura hasta la siguiente primavera. En la próxima primavera el tallo floral empieza a desarrollarse, y durante la floración las hojas ya comienzan a marchitarse.

La mayoría de las orquídeas Ophrys dependen de un hongo simbionte. Las pequeñas hojas basales forman una roseta a ras de suelo. Son oblongo lanceoladas redondeadas sin indentaciones tienen un color verde azulado. Se desarrollan en otoño y pueden sobrevivir las heladas del invierno. Las flores poseen un labelo de gran tamaño. El labelo es trilobulado marrón oscuro, con lóbulo central aterciopelado, triangular, alargado y abombado. El labelo de color pardo rojizo de unos 13 a 18 mm de longitud tiene tres lóbulos con los dos laterales triangulares que están vueltos ligeramente hacia adelante con pelos abundantes finos y sedosos. El lóbulo intermedio es glabro y más grande que los laterales en el que el espéculo es de color acero azulado, con forma de I, con ribete amarillo delimitando el espejo central de la zona pilosa.
Esta variedad tiene dos sépalos laterales de unos 7 mm de longitud y un color uniforme verde claro con dos rayas marrones los laterales. Los pétalos más internos son bastante más pequeños que los sépalos, estrechos y afilados , pero del mismo color verde claro que los sépalos, y hacen un gran contraste con los tonos oscuros del labelo. De dos a diez flores se desarrollan en el tallo floral con hojas basales. Su labelo imita en este caso al abdomen de una Dasyscolia ciliata, una avispa de la familia Scoliidae. Esta especie es muy variable en sus dibujos y gradación de color. Florecen de mediados de marzo a abril. 

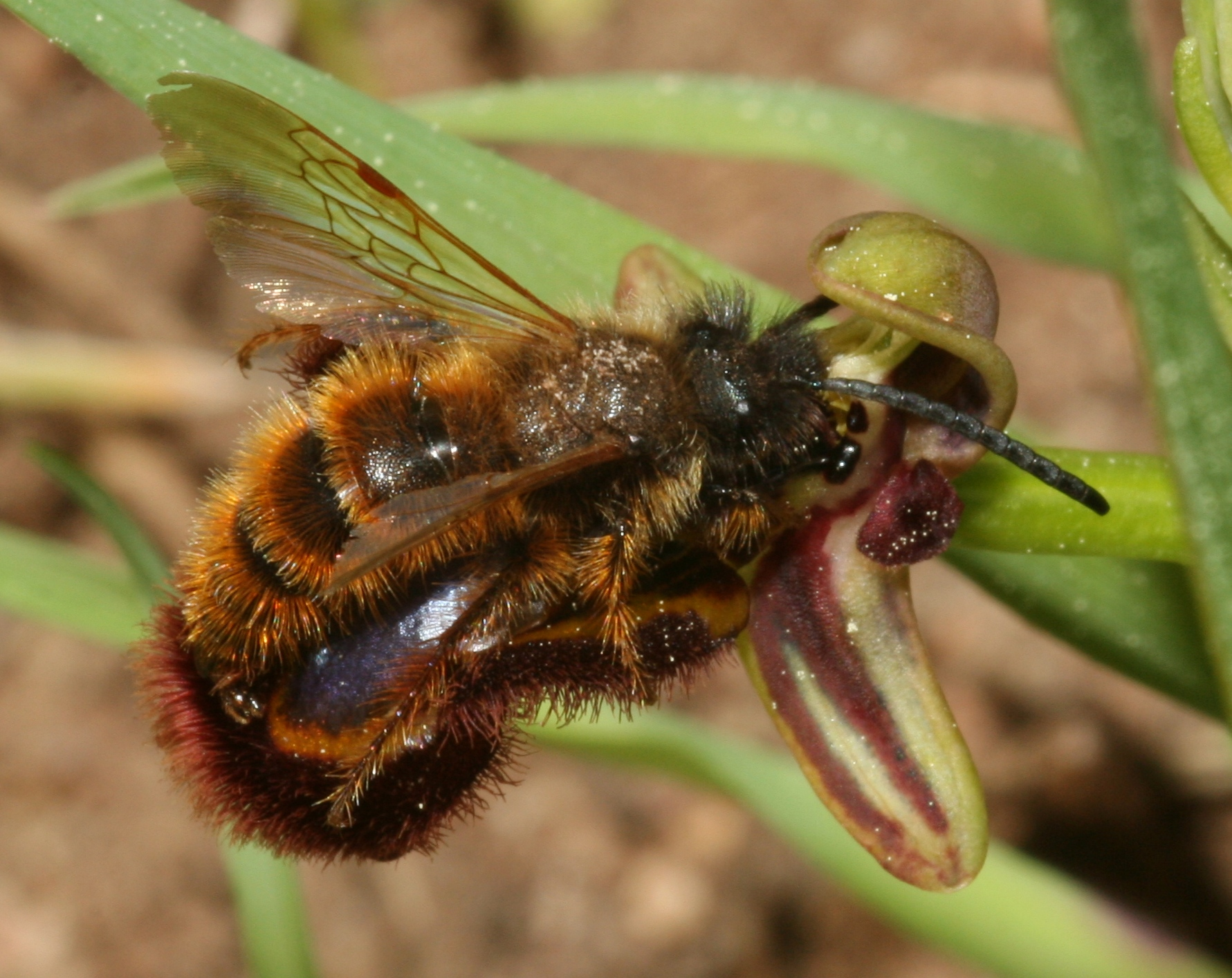
Pseudocopulación de Dasyscolia ciliata sobre O. speculum

Esta sugestión visual sirve como reclamo íntimo. Esta polinización mímica está acrecentada al producir además la fragancia de la hembra del insecto en celo. Estas feromonas hacen que el insecto se acerque a investigar. Las polinia se adhieren a la cabeza o al abdomen del insecto. Cuando vuelve a visitar otra flor los polinia golpean el estigma. 

### Sinonimia
- Ophrys vernixia Brot. 1804
- Ophrys scolopax Willd. 1805
- Ophrys ciliata Biv. 1806
- Ophrys speculum var. lutescens J.J. Rodr. 1904
- Ophrys vernixia ssp. ciliata (Biv.) Del Prete 1984
- Ophrys vernixia ssp. orientalis Paulus 2001